# 马丰胜
马丰胜（1963年4月—），撒拉族，中华人民共和国撒拉族政治人物，青海循化人。

## 生平
曾任青海省循化撒拉族自治县县长，海东地区行政公署副专员，青海省扶贫开发局局长等职。2021年任青海省政协副主席，晋升副部。
2024年12月11日，因涉嫌严重违纪违法，接受中央纪委国家监委纪律审查和监察调查，是中共十八大以来撒拉族首“虎”。2025年5月27日，被开除党籍开除公职。